# بضع الغشاء الحلقي والدرقي
بضع الغشاء الحلقي والدرقي، ويُعرف أيضاً ببضع الغشاء الحلقي أو بضع الحنجرة السفلي أو البضع بين الغضروفين الحلقيين أو بضع المخروط المرن للحنجرة أو ثقب مجرى الهواء الطارئ. ويقصد به إحداث فتحة في الجلد وفي الغشاء الحلقي الدرقي لإنشاء مجرى هواء آمن في الحالات التي من ممكن ان تهدد حياة المصاب ومنها: انسداد مجرى الهواء بإدخال جسم غريب أو بالوذمة الوعائية أو إصابات الوجه الشديدة. ويتم اجراؤه كخيار أخير في حال أن كان استخدام الانبوب الفموي أو الأنفي الرغامي المعالج مستحيلاً، وتعد عملية البضُع الحلقي الدرقي أسهل تنفيذاً وأسرع من عملية ثقب القصبة الهوائية ومضاعفاته أيضاً أقل ولا يتطلب عمل ثقب في الفقرات العنقية كثقب القصبة الهوائية. وبالرغم من ان البضُع الحلقي الدرقي عملية منقذة لحياة المريض في الحالات الطارئة إلا ان هذه الطريقة يتم تنفيذها فقط لتكون حل مؤقت إلى أن يتم إنشاء مجرئ هواء نهائي للمريض.

## دواعي الاستعمال (الاستطباب)
- العجز عن ادخال أنبوب للمريض.
- العجز عن تهوية المريض.
- إصابات حادة في الوجه أو الأنف (لا تسمح بالتبويب الفمي والانفي الرغامي).
- إصابة قوية في منتصف الوجه.
- ممكن ان تسبب الإصابة بمرض العمود الفقري العنقي بمنع التهوية الكافية.
- إعوار.
- إصابات استنشاقيه كيميائية.

## موانع الاستعمال
- صعوبة في تحديد معالم الغشاء الحلقي الدرقي.
- خلل تشريحي مستبطن للأورام.
- قطع مستعرض رغامي.
- أمراض الحنجرة الحادة الناتجة من الالتهاب أو صدمة.
- الأطفال الذين تقل أعمارهم عن 10 سنوات (إجراء قسطرة قياس 14- 12 استخدام أنبوب إبرة مجوف ربما تكون أكثر أمانا).

## أجراء العملية الجراحية

البضع الحلقي الدرقي هو أحداث شق أو ثقب في الغشاء الحلقي الدرقي بين الغضروف الدرقي والغضروف الحلقي.

تمكن الجراح وعالم التشريح الفرنسي فيليكس Félix Vicq-d'Azyr من وصف العملية لأول مره عام 1805م. عادة ما يتم إجراء عملية البضع الحلقي الدرقي بأحداث ثقب عامودي في جلد الرقبة تحت «تفاحة آدم» أو تحت الغدة الدرقية ثم أحداث شق آخر أفقي في الغشاء الحلقي الدرقي والذي يكون أعمق في هذا الثقب، ومن ثم يتم ادخال أنبوب في الثقب المحدث لمواصلة عملية تنفس المريض مزود بألة أو حقيبة مخصصه.
تعد إبرة البضع الحلقي الدرقي مماثلة وأبسط بكثير من العملية الجراحية المعتادة خصوصاً إن استخدمت أدوات مصممة خصيصاً لها لكن بدلاً من استخدام مشرط لأحداث الثقب، إدخال إبرة قسطرة كبيرة (قياس 12 أو14) ويوفر هذا الأسلوب هواءً محدوداً جداً لإيصال الأكسجين للرئتين من خلال ادخال إبرة القسطرة كبيرة في الجلد إلى القصبة الهوائية باستخدام ضغط عالي من الغاز الذي يعتبر شكل من التهوية التقليدي ويدعى تهوية الجلد الرغامي.

## الطريقة الجراحية

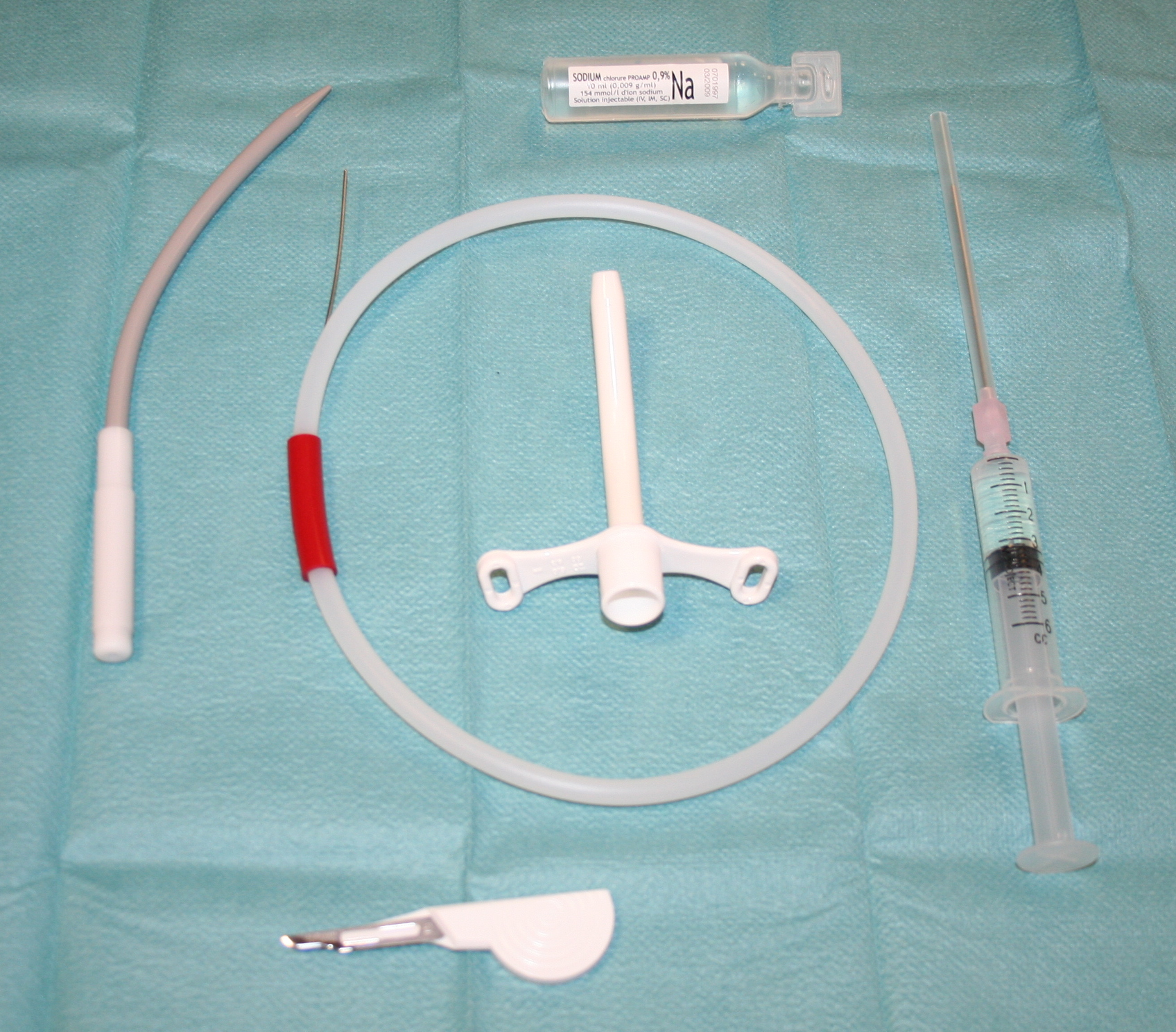
أدوات البضع الحلقي الدرقي.

يستخدم المشرط عادةً في إجراء عملية البضع الحلقي الدرقي لشق 1 سم في الجلد عامودياً وقد يحتاج المريض لأكبر من ذلك في حالات الطوارئ أو للمرضى المصابين بالبدانة ومن ثم أجراء شق افقي في الغشاء الحلقي الدرقي ويحدث فيه الثقب الدائري وذلك أما بإدخال مشرط في الثقب وتدويره إلى 90 درجة أو باستخدام المشبك. يدخل أنبوب القصبة الهوائية أو أنبوب مُكفف داخل الرغامي (لتنبيب الرغامي) قطره الداخلي 7-6 ملم لتأمين الأنبوب، وتستخدم جهاز على شكل حقيبة بصمام لتجميع أكبر قدر من الأوكسجين ولتوفير التهوية للمريض ويحدد نجاح العملية من خلال التسمع الثنائي وملاحظة ارتفاع وهبوط الصدر ويُنصح بعدم المحاولة إزالة أنبوب القصبة الهوائية أو أنبوب الرغامي اثناء المكوث بالمستشفى.

## روابط خارجية
- Smiths Medical Cricothyroidotomy Kits (Cricothyroidotomy products for Adults and Children)
- Medstudents: Procedures: Cricothyrotomy
- Trauma Man: Image of Cricothyroidotomy being performed on a simulator نسخة محفوظة 16 يوليو 2011 على موقع واي باك مشين.